# Зотов, Руслан Вячеславович
Руслан Вячеславович Зотов (род. 1967, Челябинск) — советский велогонщик. Заслуженный мастер спорта СССР (1990).

## Карьера
Тренировался в Куйбышеве у ЗТр РФ В. В. Храмцова.
Чемпион мира 1990 года в шоссейных командных гонках в составе советской сборной.
После окончании карьеры стал предпринимателем.